# Kōsuke Nakamachi
Kōsuke Nakamachi (japanisch 中町 公祐 Nakamachi Kōsuke; * 1. September 1985 in der Präfektur Saitama) ist ein japanischer Fußballspieler.

## Karriere
Nakamachi erlernte das Fußballspielen in der Schulmannschaft der Takasaki High School. Seinen ersten Vertrag unterschrieb er 2004 bei den Shonan Bellmare. Der Verein spielte in der zweithöchsten Liga des Landes, der J2 League. Für den Verein absolvierte er 66 Ligaspiele. 2010 wechselte er zum Zweitligisten Avispa Fukuoka. Am Ende der Saison 2010 stieg der Verein in die J1 League auf. Für den Verein absolvierte er 59 Ligaspiele. 2012 wechselte er zum Ligakonkurrenten Yokohama F. Marinos. 2013 wurde er mit dem Verein Vizemeister der J1 League. 2013 gewann er mit dem Verein den Kaiserpokal. Für den Verein absolvierte er 159 Erstligaspiele.

## Erfolge
Yokohama F. Marinos
- J1 League

Vizemeister: 2013
- J.League Cup

Finalist: 2018
- Kaiserpokal

Sieger: 2013
Finalist: 2017